# Eddie Thomson
Eddie Thomson (Rosewell, 25 februari 1947 - 21 februari 2003) was een Schots voetballer die als verdediger speelde.

## Carrière
Thomson begon zijn carrière in 1966 bij Heart of Midlothian FC. In 1968 haalde de ploeg de finale van de Scottish Cup. Hij tekende in 1973 bij Aberdeen FC. Thomson speelde tussen 1976 en 1980 voor San Antonio Thunder en Sydney City.